# Elsa Marguérite Galafrés

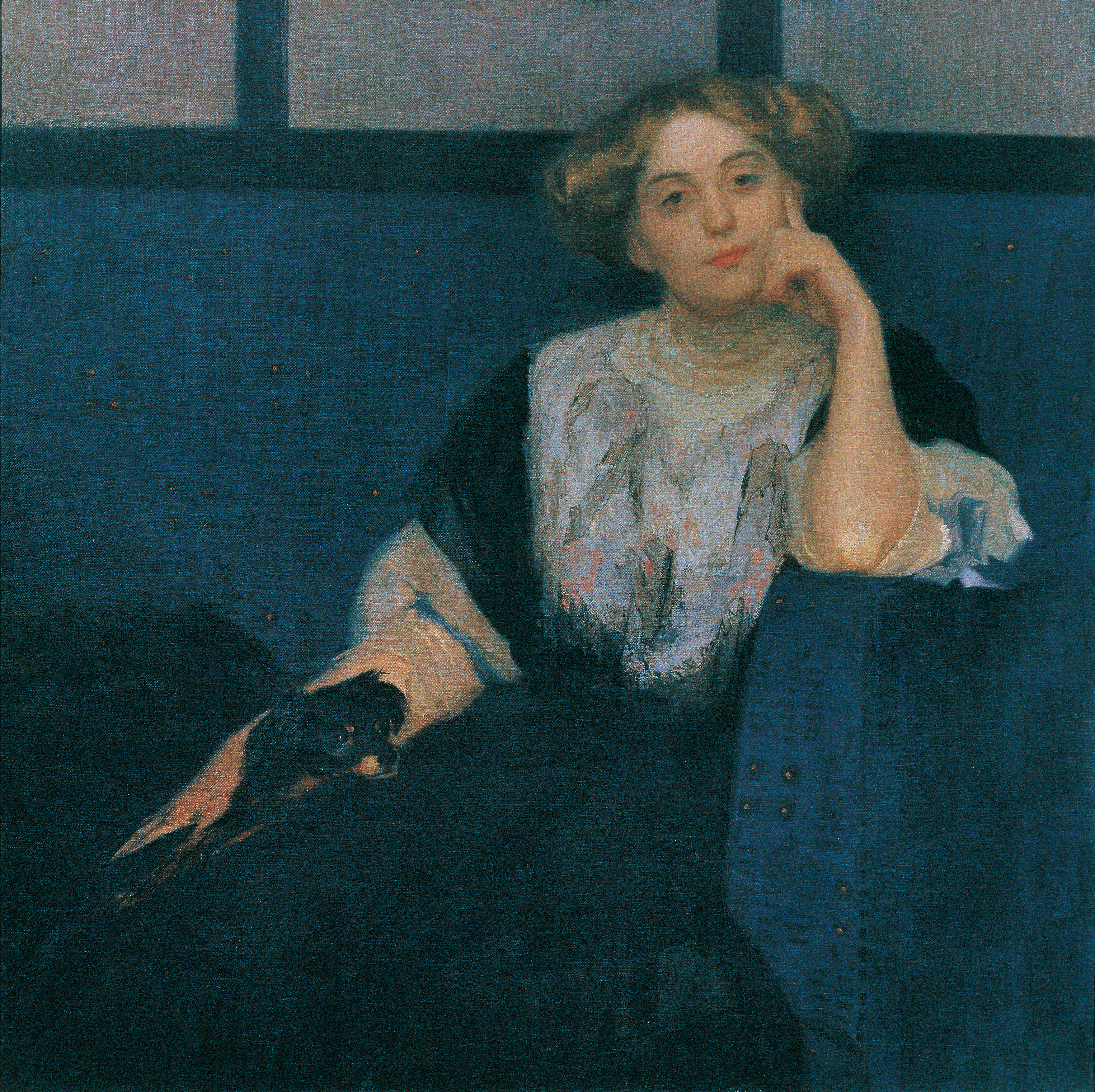
Elsa Marguérite Galafrés, Gemälde von Otto Friedrich (1900).

Elsa Marguérite Galafrés, auch Elza, Ehenamen: Elsa Huberman, Elsa von Dohnányi und Elza Stewart (* 23. Mai 1879 in Berlin; † 16. April 1977 in Vancouver) war eine deutsche Theaterschauspielerin.

## Leben
Galafrés, die Tochter eines Kaufmanns, bildete sich zuerst zur Klavierspielerin aus und trat am 1. Dezember 1893 mit Erfolg in der Philharmonie in Berlin als Konzertantin auf. Obwohl sie aufmunternden Beifall erhielt, entschied sie sich jedoch gegen den Pianistenberuf und beschloss Schauspielerin zu werden.
Mit fünfzehn Jahren fiel ihr deklamatorisches Talent bei einem Wohltätigkeitskonzert in Havelberg auf, und auch auf der Bühne des Urania-Theaters erprobte sie ihr Talent. Nachdem sie Unterricht bei Ottilie Genée genommen hatte, gab ihr Friedrich Haase anlässlich seines Gastspiels in Halle Gelegenheit zu ihrem ersten Auftritt. Dort debütierte sie am 16. Dezember 1894 als „Ellen Fribourg“ in Am Spieltisch des Lebens.
Ihr erstes Engagement fand sie am Hoftheater in Berlin, wo sie als „Perdita“ in Shakespeares Wintermärchen debütierte. 1896 kam sie ans Stadttheater nach Riga (Antrittsrolle: „Königin“ in Carlos), danach war sie in Hannover (Antrittrolle: „Anna-Liese“) und ging nach drei Jahren (Abschiedsrolle: „Lorle“) nach Hamburg (Antrittsrolle: „Rita“ im Talisman)
Im Juni 1904 wurde sie Ensemblemitglied am Deutschen Volkstheater in Wien, wo sie als erste Kraft bis zu ihrer Abschiedsvorlesung am 16. Februar 1913 blieb. Mit 1. Oktober 1913 wurde sie dauerndes Mitglied des Königlichen Schauspielhauses in Berlin.
Sie war von 1910 bis 1913 mit dem Geiger und Komponisten Bronisław Huberman und von 1919 bis 1949 mit dem ungarischen Pianisten und Komponisten Ernst von Dohnányi verheiratet. Danach heiratete sie den Röntgenarzt Clifton Stewart und lebte mit ihm in English Bay bei Vancouver in Kanada.

## Filmografie
- 1911: Trilby
- 1915: Durch Nacht zum Licht